# Potwin
Potwin är en ort i Butler County i Kansas. Vid 2010 års folkräkning hade Potwin 449 invånare.